# Ralf Niermann
Ralf Niermann (* 27. Juli 1963 in Münster) ist ein deutscher Kommunalpolitiker der SPD. Er war zwischen Mai 2007 und November 2020 Landrat des Kreises Minden-Lübbecke in Nordrhein-Westfalen.

## Leben
Ralf Niermann schloss seine schulische Ausbildung 1982 mit dem Abitur am Besselgymnasium in Minden ab und absolvierte danach seinen Grundwehrdienst bei den Pionieren in Minden. Er studierte Staats- und Rechtswissenschaften an der Albert-Ludwigs-Universität Freiburg und der Westfälischen Wilhelms-Universität Münster und ist seit 1992 promovierter Jurist.
Nach einer Tätigkeit als Rechtsanwalt wurde Niermann 1995 Referent der SPD-Landtagsfraktion in Brandenburg und später persönlicher Referent des damaligen brandenburgischen Innenministers Alwin Ziel. Von 1996 bis 2007 war Ralf Niermann in der Staatskanzlei des Landes Brandenburg tätig, zuletzt als Regierungsdirektor im Bereich der politischen Koordinierung mit dem Schwerpunkt Kommunalpolitik. Nebenberuflich lehrte Ralf Niermann als Dozent für Kommunalrecht und Kommunalfinanzen und Allg. Verwaltungsrecht an der Hochschule für Polizei und öffentliche Verwaltung Nordrhein-Westfalen in Bielefeld.
Ralf Niermann ist verheiratet und Vater eines Sohnes. Sein Vater Erwin Niermann war von 1972 bis 1991 Stadtdirektor der Stadt Minden.

## Landrat des Kreises Minden-Lübbecke
Niermann war Kandidat der SPD für die Landratswahl als Nachfolger des aus Altersgründen ausgeschiedenen Amtsvorgängers Wilhelm Krömer am 13. Mai 2007 im Kreis Minden-Lübbecke. Er setzte sich in einem basisdemokratischen Auswahlverfahren der SPD gegen drei andere SPD-Kandidaten durch. Bei diesen Vorwahlen konnten neben den eigenen Parteimitgliedern auch alle anderen Bürger des Kreises Minden-Lübbecke über den SPD-Kandidaten mitentscheiden. Bei der Wahl am 13. Mai 2007 bekam Niermann 45,92 % der Stimmen. Sein Gegenkandidat, der Christdemokrat Hartmut Heinen, gemeinsamer Kandidat von CDU, FDP und Freier Wählergemeinschaft (FWG), erreichte 44,56 Prozent der Stimmen. Die Wahlbeteiligung war mit 32,8 Prozent extrem niedrig. Da keiner der Kandidaten mehr als die Hälfte der gültigen Stimmen auf sich vereinigen konnte, fand zwei Wochen später eine Stichwahl zwischen Niermann und Hartmut Heinen statt. Die Stichwahl am 27. Mai 2007 konnte Niermann mit 53,12 Prozent der Stimmen bei einer Wahlbeteiligung von 27,23 Prozent für sich entscheiden und wurde damit zum hauptamtlichen Landrat des Kreises Minden-Lübbecke gewählt. Aufgrund der für Nordrhein-Westfalen gültigen gesetzlichen Regelung für Neuwahlen in der laufenden Wahlperiode war Niermann bis zum Ende der Wahlperiode des Kreistages im September 2014 gewählt.
In seiner zweiten Wahlperiode ab 2014 kandidiert er gegen Hans Jörg Deichholz (CDU). In der Stichwahl am 15. Juni 2014 konnte sich Amtsinhaber Niermann mit 63,80 Prozent der Stimmen gegen den Herausforderer durchsetzen.

## Politik
Als Erfolge seiner Amtszeit bezeichnete Ralf Niermann in einem Interview mit dem Mindener Tageblatt den Ausbau des Campus Minden der Fachhochschule Bielefeld auf 1.800 Studierende und 10 Studiengänge sowie die Sanierung der Mühlenkreiskliniken. In Zusammenarbeit mit der Ruhr Uni Bochum entstand an den Mühlenkreiskliniken der Außenstandort für Medizin. Beim Thema Kampa-Halle hat Niermann Vorschläge zur Sanierung gemacht. Rückblickend kritisierte er, dass viele Kreisräte nur Interesse an ihrer Herkunftskommune haben und nicht das Große und Ganze des Kreises im Blick haben.
2020, nach Ablauf seiner zweiten Amtszeit und 13 Jahren als Landrat, kandidierte Niermann nicht mehr. Seine Nachfolgerin wurde Anna Bölling (CDU).

## Belege
1. 1 2 3  Landrat Dr. Ralf Niermann. minden-luebbecke.de, abgerufen am 7. Juli 2018.
2. ↑  Bürgermeister der Stadt Minden (ab 1711). (PDF 87 kB, Seite 8) minden.de, 31. März 2008, abgerufen am 7. Juli 2018.
3. ↑  Landratswahl 2007. spd-barkhausen.de, abgerufen am 7. Juli 2018.
4. ↑  Das vorläufige Ergebnis der Landratswahl laut der Schnellmeldungen. minden-luebbecke.de, 13. Mai 2007, abgerufen am 7. Juli 2018.
5. ↑  Landratswahl am 13.05.2007 und Stichwahl am 27.05.2007. luebbecke.de, abgerufen am 7. Juli 2018.
6. ↑  Der amtierende Landrat Ralf Niermann (SPD) hat im Kreis Minden-Lübbecke das Rennen gemacht, WDR vom 15. Juni 2014, abgerufen am 16. Juni 2014.
7. ↑   Mindener Tageblatt, Herzensangelegenheit: Landrat Dr. Ralf Niermann verlässt das Kreishaus, Druckausgabe vom 3. Oktober 2020, Seite 3
8. ↑  Benjamin Piel: Landrat im MT-Interview: „Ich habe mich entschieden aufzuhören“ Minden Aktuell. In: Minden Aktuell. (mt.de [abgerufen am 20. Juli 2018]).
9. ↑  Neue Westfälische: Landrat Ralf Niermann tritt 2020 nicht wieder an. Ausgabe vom 20. Juli 2018, abgerufen am 23. Juli 2018

| Vorgänger      | Amt                                           | Nachfolger   |
| -------------- | --------------------------------------------- | ------------ |
| Wilhelm Krömer | Landrat des Kreises Minden-Lübbecke 2007–2020 | Anna Bölling |

| Personendaten    | Personendaten             |
| ---------------- | ------------------------- |
| NAME             | Niermann, Ralf            |
| KURZBESCHREIBUNG | deutscher Politiker (SPD) |
| GEBURTSDATUM     | 27. Juli 1963             |
| GEBURTSORT       | Münster                   |